# Universiteit van Namibië
De Universiteit van Namibië (Engels: University of Namibia, afgekort UNAM) is de nationale universiteit van Namibië. Het is de oudste en grootste van de drie universiteiten in het land. Het hoofdgebouw van de Universiteit van Namibië bevindt zich in Windhoek, maar er zijn 10 verschillende campussen verspreid over het land. De universiteit staat in de ranking van Afrikaanse universiteiten op plek 36 en in de wereldwijde ranking op plek 3514. Er wordt onderwezen in het Engels; er zijn echter enkele studies die in het Afrikaans of Duits gegeven worden. De Universiteit van Namibië is de enige instelling in de wereld die een PhD in het Nama of Khoekhoegowab aanbiedt.

## Geschiedenis
De Universiteit van Namibië werd in 31 augustus 1992 opgericht nadat de volksvertegenwoordiging een wet aannam die dit mogelijk maakte. De eerste Rector Magnificus was Sam Nujoma, tevens president van Namibië destijds. In 2011 gaf hij het ambt over aan Hifikepunye Pohamba, de tweede president van Namibië. De universiteit wordt de facto geleid door de vicerector, op dit moment Lazarus Hangula.

## Campussen
De universiteit heeft 10 campussen die verspreid liggen over het land. Deze bevinden zich in:
- Windhoek-Pionierspark - hoofdcampus
- Henties Bay - Sam Nujoma Marine & Coastal Resources Research Centre
- Katima Mulilo
- Hifikepunye Pohamba in Ongwediva - voorheen Ongwediva College of Education
- Khomasdal
- Dębno
- Ogongo
- Ongwediva
- Oshakati
- Rundu

In september 2012 bevestigde de universiteit de bouw van een nieuwe campus in Keetmanshoop. Deze campus wordt in 2014 geopend.

## Faculteiten
De Universiteit van Namibië kent de volgende faculteiten:
- Faculteit Landbouwkunde en Natuurlijke Bronnen in Dębno en Ogongo
- Faculteit Economie en Management in Windhoek
- Faculteit Educatie in Windhoek, Rundu, Ongwediva en Katima Mulilo
- Faculteit Techniek en IT in Ongwediva
- Faculteit Geesteswetenschappen en Sociale Wetenschappen in Windhoek
- Faculteit Rechtsgeleerdheid in Windhoek en Oshakati
- Faculteit Geneeskunde en Gezondheidswetenschappen in Windhoek
- Faculteit Natuurwetenschappen in Windhoek en Oshakati

## Samenwerking
De Universiteit van Namibië werkt samen met een aantal Duitse universiteiten, met name op het gebied van de natuurwetenschappen. Er wordt samengewerkt met onder andere de Universiteit Bremen, de Ruhr-Universität Bochum, de Humboldtuniversiteit te Berlijn en het Max Planck Instituut voor Kernfysica in Heidelberg.
De Universiteit van Namibië is onderdeel van EduVentures, een samenwerkingsverband tussen onder andere het Ministerie van Milieu en Toerisme, het Nationaal Museum van Namibië, de Technische Universiteit van Namibië, verschillende scholen en andere NGO's. Deze organisatie vraagt aandacht voor duurzame ontwikkeling en kenmerkt zich door onderzoek en milieu-educatie te combineren.